# 西条中央病院
西条中央病院（さいじょうちゅうおうびょういん）は、愛媛県西条市にある医療機関。社会医療法人同心会が運営する病院である。2008年現在、愛媛県のエイズ治療拠点病院の一つである。

## 沿革
現地の倉敷レイヨン社員と地域住民のための病院として、倉敷レイヨン西条工場前に1954年に設立された。当時は岡山県倉敷市の倉敷中央病院の分院という位置づけであった。1984年10月に倉敷中央病院から独立して新たに医療法人同心会の経営となった。同心会は2009年12月1日に社会医療法人へと法人格を移行。

## 診療科
- 内科
- 循環器内科
- 小児科
- 外科
- 消化器外科
- 乳腺外科
- 大腸外科
- 内視鏡外科
- 整形外科
- 産婦人科
- 眼科
- 耳鼻咽喉科
- 脳神経外科
- 皮膚科
- 泌尿器科
- 放射線科
- リハビリテーション科
- 歯科
- 歯科口腔外科
- 麻酔科

## 医療機関の指定・認定
（下表の出典）
| 保険医療機関                                   | 第二種感染症指定医療機関                                                       |
| 労災保険指定医療機関                           | 母体保護法指定医の配置されている医療機関                                       |
| 指定自立支援医療機関（更生医療）               | 臨床研修病院（基幹型）、愛媛大学医学部協力型臨床研修病院                       |
| 指定自立支援医療機関（精神通院医療）           | DPC対象病院                                                                    |
| 身体障害者福祉法指定医の配置されている医療機関 | 指定小児慢性特定疾病医療機関                                                   |
| 生活保護法指定医療機関                         | 難病の患者に対する医療等に関する法律（平成26年法律第50号）に基づく指定医療機関 |

- 救急告示病院（二次救急）[4]
- エイズ治療拠点病院[5]
- 公益財団法人日本医療機能評価機構認定病院[6]
- このほか、各種法令による指定・認定病院であるとともに、各学会の認定施設でもある。

## 交通アクセス
- JR予讃線伊予西条駅よりせとうちバスで10分、「商工会議所前」下車。
- 松山自動車道いよ西条ICより15分。

## 周辺
- クラレ西条事業所
- 愛媛県西条警察署